# Am Tivoli

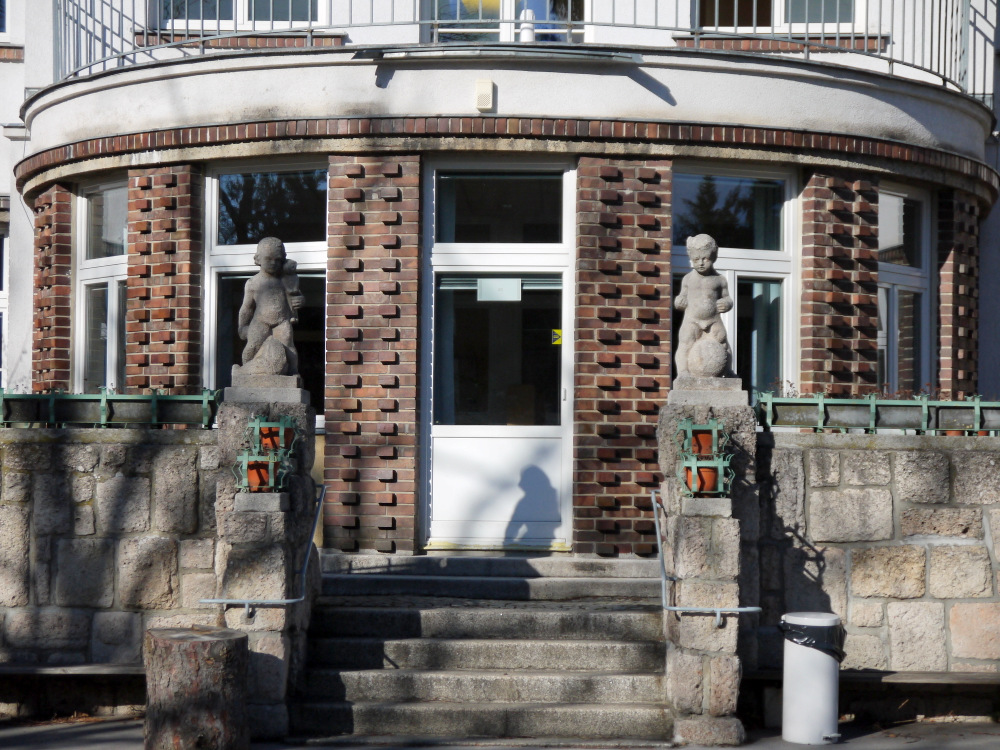
Eingang Kindertagesstätte

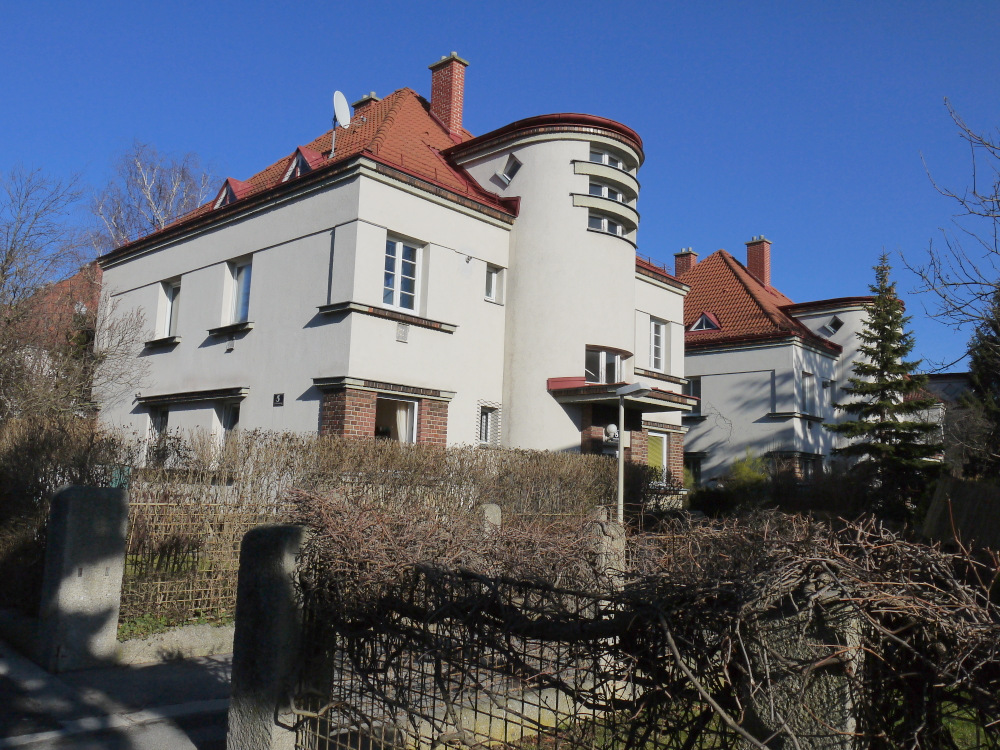
Eines der Wohnhäuser

Am Tivoli ist eine weitläufige Wohnhausanlage der Gemeinde Wien in Meidling, die 1927–1928 nach Plänen von Wilhelm Peterle errichtet wurde. Sie steht unter Denkmalschutz (Listeneintrag) und ist auch von der Stadt Wien als bauliche Schutzzone definiert.

## Baubeschreibung
Die Wohnhausanlage liegt an der Hohenbergstraße 3–21 und wird von der Grünbergstraße, der Hasenhutgasse, dem Josefine-Wessely-Weg, der Pechegasse, der Schwenkgasse und der Weißenthurngasse begrenzt. Es handelt sich um eine große Siedlungsanlage, die nach der Gartenstadt-Idee errichtet wurde. Sie umfasst 388 Wohnungen in 65 Wohnhäusern mit 92 Stiegen. Die meisten Häuser sind für 4 Wohnungen ausgerichtet und besitzen einen Vorgarten. In einem parkartigen Gelände verteilen sich diese villenartig gestalteten Häuser, die in ihrer vielfältigen, expressiven Gestaltung in der Tradition der Gemeindebauten der frühen 1920er Jahre stehen. Es gibt Gemeinschaftseinrichtungen, wie einen Kindergarten oder eine Wäscherei. Die Anlage wird von mehreren schmalen Gassen durchzogen. Innerhalb des sozialen Wohnbaus des Roten Wien ist diese Siedlungsanlage eher ungewöhnlich, da der kollektivistische Charakter dabei zurück und ein individualistisch-bürgerlicher Gesamteindruck hervortritt. Wahrscheinlich hat die Nähe zu Schloss Schönbrunn bei der Gestaltung eine Rolle gespielt.

## Geschichte
Die Siedlung Am Tivoli wurde in den Jahren 1929–1930 noch erweitert. Ihren Namen erhielt sie von der bekannten Vergnügungs- und Ausflugsstätte Tivoli, die sich auf der anderen Seite der Hohenbergstraße befand und zur Bauzeit noch existierte. In die Siedlung integriert wurde die Notkirche am Gatterhölzl und das Moldauer Kreuz aus der Zeit der 2. Wiener Türkenbelagerung, als an dieser Stelle rumänische Hilfstruppen der Türken lagerten. Die Wohnhausanlage selbst wurde am 20. März 1932 durch Bürgermeister Karl Seitz offiziell eröffnet.